# Saar-Glan-Weg

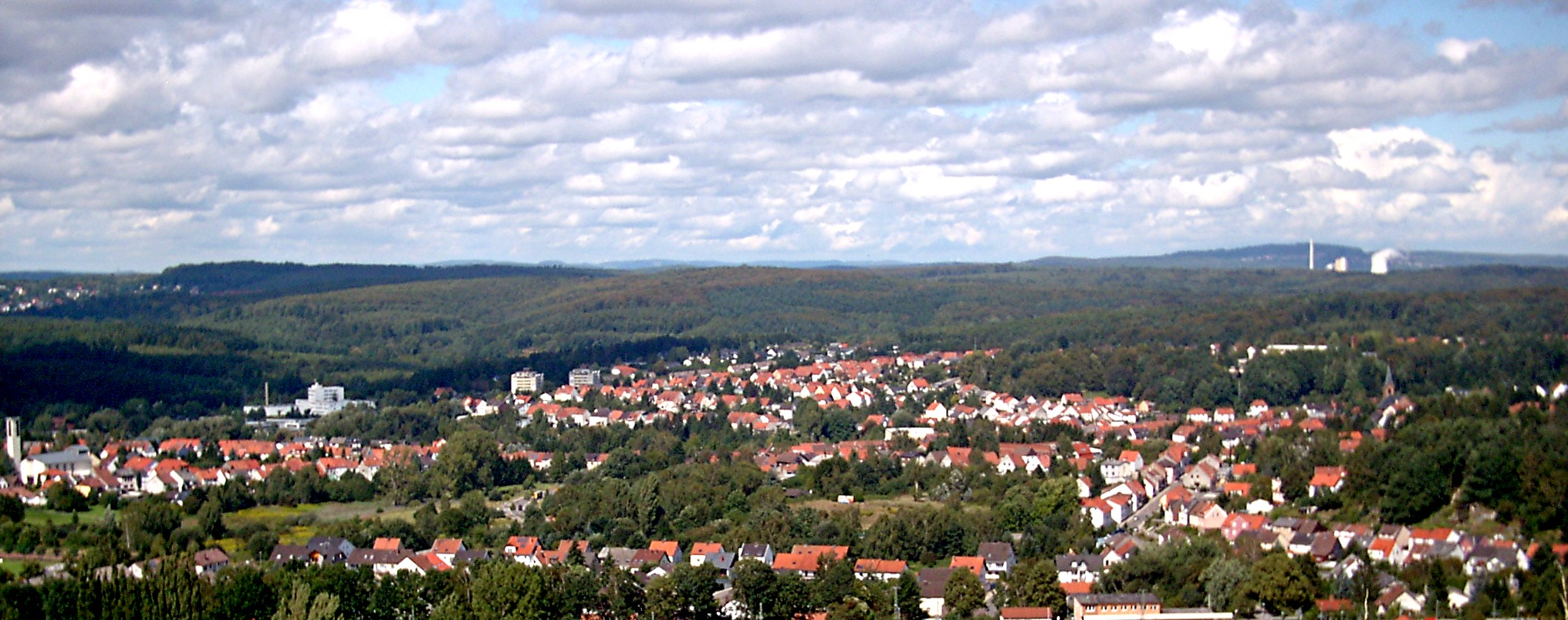
Blick auf Rohrbach (Saar)

Der Saar-Glan-Weg ist ein 84 km langer Wanderweg im Saarland und in Rheinland-Pfalz, der vom Pfälzerwald-Verein und vom Saarwald-Verein betreut wird. Er führt vom Kahlenberg bei Rohrbach nach Glanbrücken am Glan. Der Weg ist mit einem roten Kreis markiert, teilweise als roter Kreis auf weißem Grund.

## Verlauf des Weges

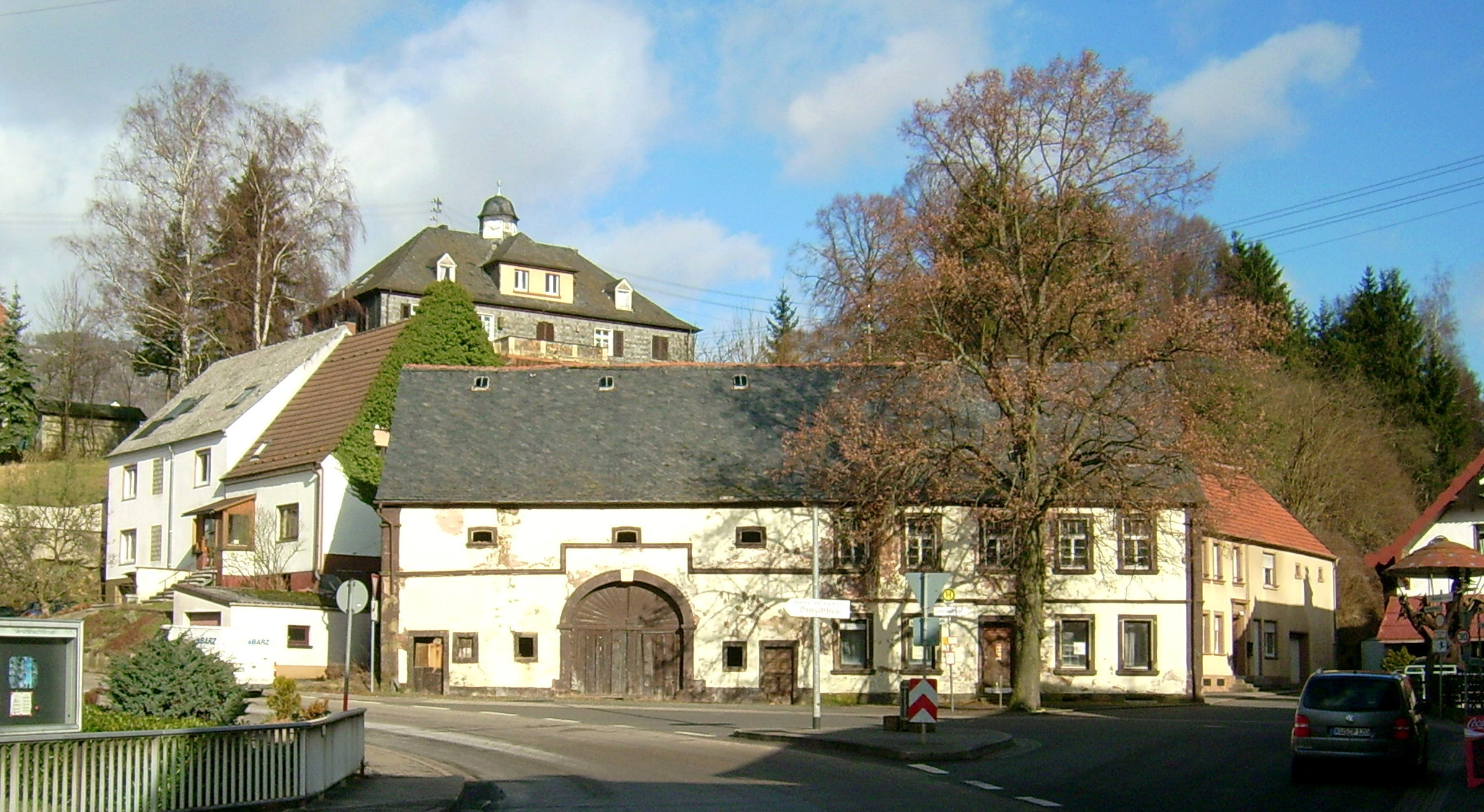
Fast am Ziel: Thallichtenberg

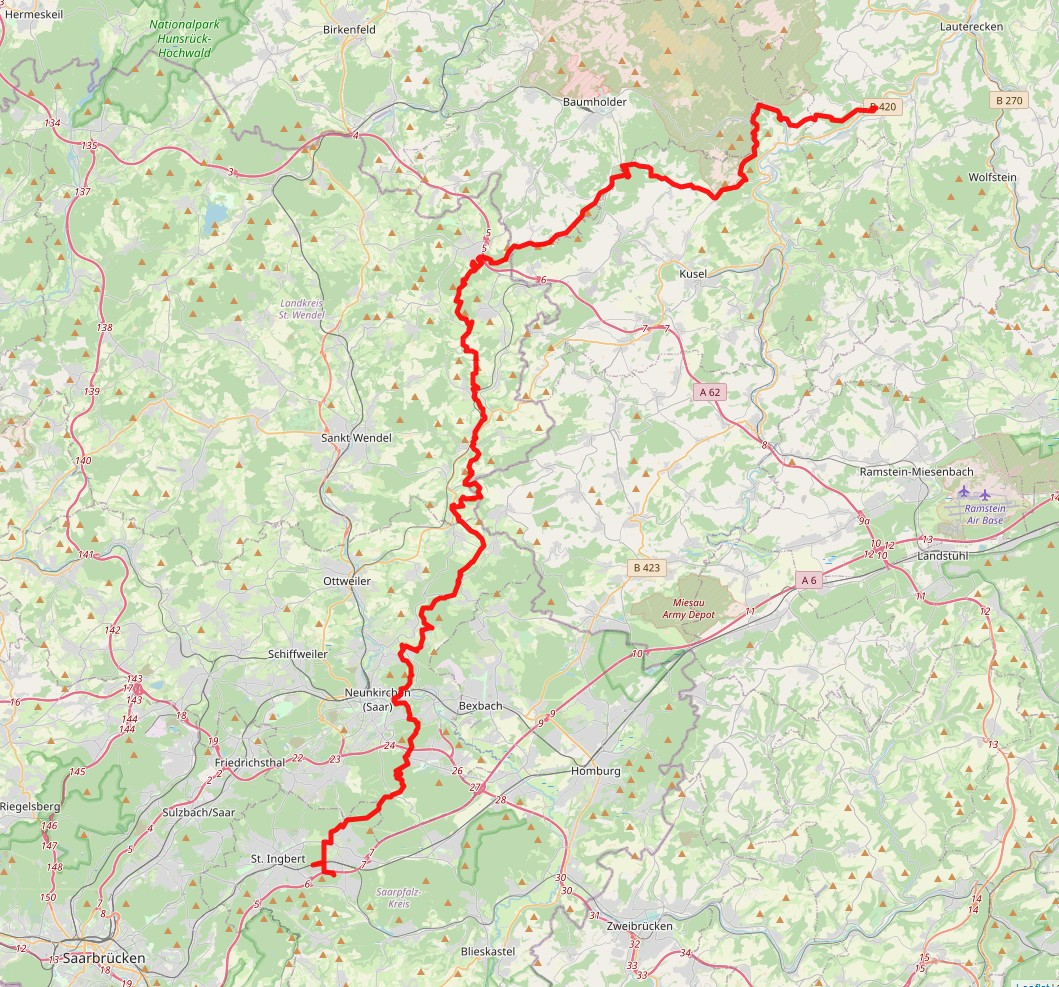
Saar-Glan-Weg Übersichtskarte

Der Saar-Glan-Weg führt vom Kahlenberg (Rohrbach) an Rohrbach vorbei zur Spiesermühle, wo der Weg zum ersten Mal den Saar-Blies-Weg kreuzt. Von dort erreicht man über den Glashütterhof und Haus Furpach den Zoo in Neunkirchen (Saar).
Kurze Zeit später überquert der Wanderer die Blies, um über den Eberstein nach Hangard (Neunkirchen) zu gelangen.
Am Kameradschaftsbrunnen trifft der Weg erneut auf den Saar-Blies-Weg und führt nun über Lautenbach und Dörrenbach nach Niederkirchen im Ostertal. Über Hoof geht der Weg zum Naturschutzgebiet Weißelberg und nach Freisen, wo der Trautzberg erreicht wird. Über den Keufelskopf und Thallichtenberg führt der Weg zu seinem Endpunkt nach Glanbrücken.

## Sehenswertes
- Neunkircher Zoo
- Burg Lichtenberg